# Sagrado (Itália)
Sagrado é uma comuna italiana da região do Friuli-Venezia Giulia, província de Gorizia, com cerca de 2.087 habitantes. Estende-se por uma área de 14 km², tendo uma densidade populacional de 149 hab/km². Faz fronteira com Doberdò del Lago, Farra d'Isonzo, Fogliano Redipuglia, Gradisca d'Isonzo, Savogna d'Isonzo.

## Demografia
| Variação demográfica do município entre 1861 e 2011                               |
|                                                                                   |
| Fonte: Istituto Nazionale di Statistica (ISTAT) - Elaboração gráfica da Wikipedia |